# الجودة الشاملة
جودة المنشآت الشاملة والتي تعنى بتطبيق معايير التميز التي تبنى على مباديء التميز الثمانية، ومن ويرمز لها إنجليزياً ب إدارة الجودة الشاملة.

## إدارة الجودة الشاملة
ينص التعريف الذي ظهر في مجلة كواليتي بروجرس Quality Progress، وهي النشرة الرسمية للجمعية الأمريكية للتحكم بالجودة American Society for Quality Control ، على ما يلي:
«إدارة الجودة الشاملة» هو المصطلح الذي أطلقته قيادة الأنظمة الجوية البحرية عام 1985 لوصف أسلوب الإدارة الياباني لتحسين الجودة.
ومنذ ذلك الوقت فقد اتخذت إدارة الجودة الشاملة عدة معاني. وابسطها، أن إدارة الجودة الشاملة هي «أسلوب إداري لتحقيق النجاح طويل الأمد من خلال إرضاء الزبائن».
وتعتمد إدارة الجودة الشاملة على مشاركة جميع أعضاء المؤسسة في تحسين العمليات والمنتجات والخدمات والبيئة الثقافية للعمل. وتعود إدارة الجودة الشاملة بالفائدة على أعضاء المؤسسة والمجتمع.
ويعتبر تعبير «النجاح على المدى البعيد من خلال إرضاء الزبائن» هو الهدف المطلق الذي تحاول إدارة الجودة الشاملة تحقيقه، علما بان المصطلح لا يوضح الكثير عن ذلك وهناك على الأقل خمس وجهات نظر لمعنى الجودة وجميعها قابلة للنقاش والجدل:
- التفوق: الجودة تعني التميز، بحيث تستطيع تمييزها بمجرد رؤيتها.
- الاعتماد على المنتج: يجب أن تتعامل الجودة مع الفروقات في كميات بعض المكونات أو الصفات فالمنتج ذو الجودة المتميزة يكون اصلب أو انعم أو أقوى من المنتج ذو الجودة الرديئة.
- الاعتماد على المستخدم: الجودة هي ملاءمة الاستخدام، قدرة المنتج أو الخدمة على تلبية توقعات واختيارات الزبائن. الاعتماد على
- التصنيع: الجودة هي التطابق مع المتطلبات، درجة مطابقة المنتج لمواصفات التصميم.
- الاعتماد على القيمة: أفضل جودة للمنتج هي تلك التي تقدم للزبون أقصى ما يمكن مقابل ما دفعه، تلبية احتياجات الزبون بأقل سعر ممكن.

ولم تعد الجودة تعني تكنولوجيا بسيطة بل أصبحت تعني الفلسفة المؤسسية !
يتحدث المعتقدون الحقيقيون بالجودة عن أدوات وعمليات للجودة الشاملة. وقد استخدمت هذه الأساليب منذ عقود عدة واستحدث بعضها منذ عقد السبعينات، عصر «حلقات الجودة».
ولتبسيط المفاهيم يجب إدراك المفردات والسياق العام الذي قيلت فيه وفي هذا المجال يجب تذكر شيئين اثنين همـــا:
أولا، التفكير في الأدوات كنظائر حسابية أو عددية فجميع أدوات الجودة الشاملة تتعلق بالتعداد ورسم الأشكال، أو معرفة معنى الأرقام والأشكال. ومثالا على ذلك ضبط الجودة الإحصائي الذي يعتبر أداة شاملة الأغراض لإدارة الجودة الشاملة.
وبعد معرفة ذلك يصبح من السهل إدراك أن ضبط الجودة الإحصائي يعني ببساطه تعداد الأشياء ووضعها في أشكال مناسبة وتفسير معنى هذه الأرقام والأشكال.
ثانيا، التذكر أن العمليات تتكون عادة من مجموعة خطوات تصف الشيء المراد عمله. وبالتالي فان مفهوم العمليات أسهل من مفهوم الأدوات.